# Сідні Герберт, 1-й барон Герберт з Лі
Сідні Герберт, 1-й барон Герберт з Лі, PC (англ. Sidney Herbert, 1st Baron Herbert of Lea; (16 вересня 1810 , Ричмонд, Великий Лондон  — 2 серпня 1861 , Wilton Housed, Вілтшир ) — британський державний діяч, близький союзник і довірена особа Флоренс Найтінгейл.

## Ранній життєпис
Сідні Герберт був молодшим сином Джорджа Герберта, 11-го графа Пембрук, а його матір'ю була російська дворянка графиня Катерина Воронцова, донька російського посла в Сент-Джеймсі Семена Романовича Воронцова. Воронзов-роуд у Сент-Джонс-Вуд у Лондоні названа на честь родини. Здобувши освіту в Оксфордському коледжі Герроу та Оріел, він заслужив репутацію оратора в Оксфордському союзі.

## Кар'єра
У 1832 році Герберт увійшов до Палати громад як член парламенту, обраний у Вілтширі від Консервативної партії. При Роберті Пілі він обіймав незначні посади, а в 1845 році був включений до складу кабінету як військовий міністр. Герберт залишався лояльним до Піла і вважався Пілітом або ліберальним консерватором. У 1852 році Сідні Герберт був призначений військовим міністром у коаліційному уряді лорда Джорджа Абердина з 1852 по 1854 роки, відповідаючи за воєнний офіс під час Кримської війни. Герберт недовгий час обіймав посаду в першому міністерстві лорда Генрі Пальмерстона в 1855 році, але пішов у відставку, коли уряд погодився провести розслідування щодо ролі уряду в Кримській війні. Герберт знову повернувся на посаду військового міністра в 1859 році, до того часу ця посада була об'єднана з посадою державного секретаря з питань війни.
Герберт був членом Кентерберійської асоціації з 20 березня 1848 року.
Більшу частину свого дорослого життя Сідні Герберт керував маєтками родини Пембрук, зосередженими у Вілтон-гаусі, графство Вілтшир. Його старший зведений брат, Роберт Герберт, 12-й граф Пембрук (1791—1862), вирішив жити у вигнанні в Парижі після катастрофічного шлюбу в 1814 році (скасований у 1818 році) на сицилійській принцесі Оттавії Спінеллі ді Лауріно, принцесі Бутері).
Герберт попросив свою подругу Флоренс Найтінгейл повести групу медсестер до Скутарі під час Кримської війни, і разом вони з Найтінгейл після війни очолили рух за дотримання здоров'я військовиків та реформу військового відомства. Важка праця призвела до погіршення його здоров'я, тому в липні 1861 року, отримавши звання барона в пери Сполученого Королівства, він був змушений залишити державну посаду.

## Особисте життя

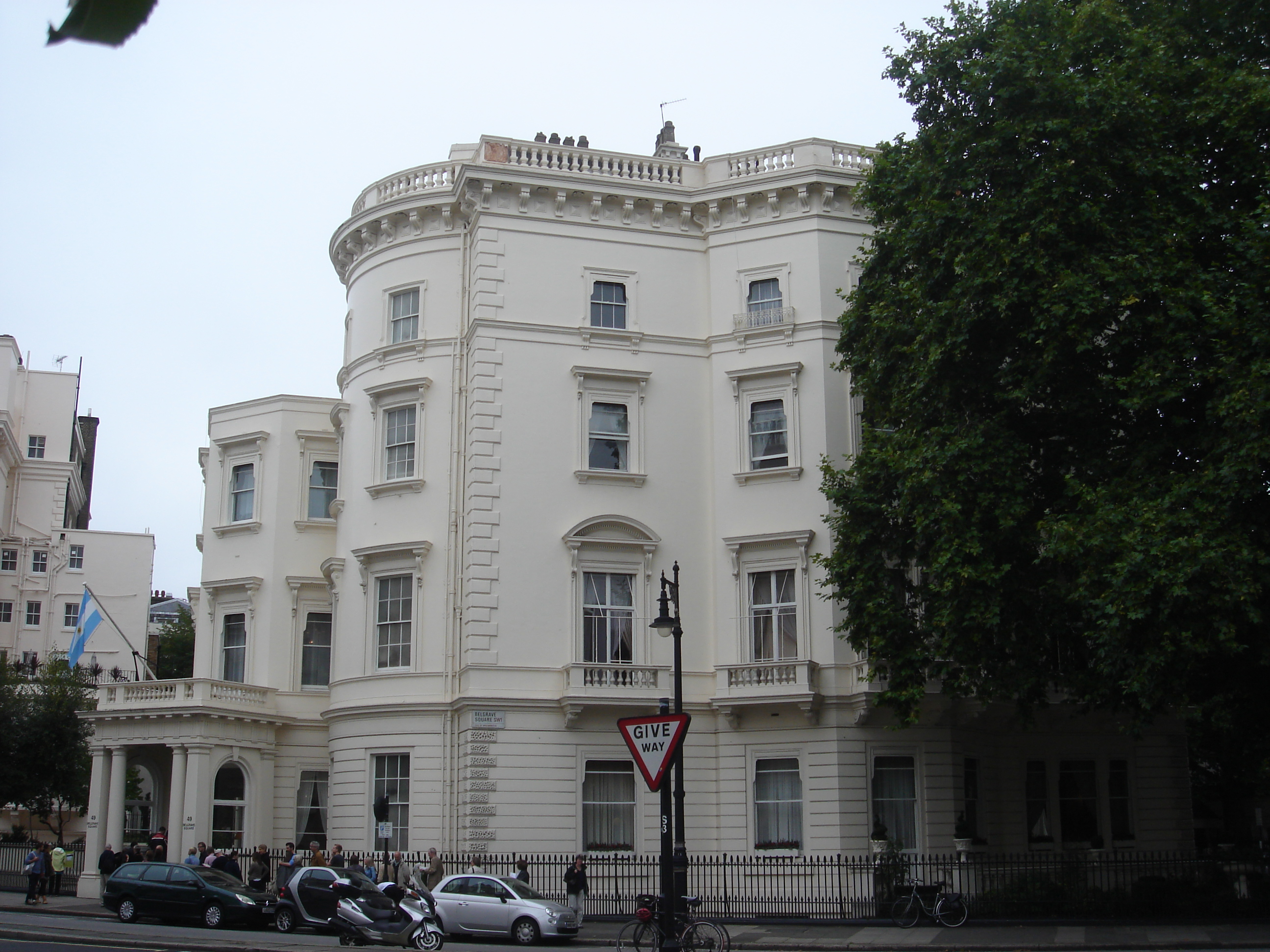
Белгрейв-сквер, 49, Лондон, будинок Герберта з 1851 року

Вважається, що на початку 1840-х років у Герберта був роман із відомою світською красунею та письменницею Керолайн Нортон, яка не змогла розлучитися з жорстоким чоловіком, тому стосунки припинилися в 1846 році.
У 1846 році Герберт одружився з Леді Елізабет (1822—1911), єдиною донькою генерал-лейтенанта Чарльза Еша Корт Репінгтона та племінниця Вільяма Корта, 1-го барона Гейтсбері. Вона була філантропом, письменницею та перекладачем, а також другом Бенджаміна Дізраелі, кардинала Меннінга та кардинала Вогана. Після смерті чоловіка леді Герберт стала «затятою ультрамонтанкою» та римо-католицькою разом із їхньою старшою донькою Мері.

### Родина
Сідні та Елізабет Герберти жили на Белгрейв-сквер, 49 у Лондоні та мали семеро дітей:
1. Марія Катерина (1849—1935), яка 1873 року одружилася з великим теологом-модерністом, бароном (фрайнером) Фрідріхом фон Гюгелем.
2. Джордж Роберт Чарльз Герберт (1850—1895), який отримав титул і згодом став 13-м графом Пембрук, поєднавши баронство з цим графством.
3. Елізабет Мод (1851—1933), яка 1872 року одружилася з композитором, сером Чарльзом Юбером Паррі, 1-им баронетом (сином Томаса Гамбієра Паррі), з Хайнем-Корту, поблизу Глостера.
4. Сідні Герберт (1853—1913), також член парламенту, який змінив свого брата на посаді 14-го графа Пембрук.
5. Вільям Реджинальд Герберт (1854—1870), пропав безвісти в морі, перебуваючи на борту HMS <i id="mwZA">Captain</i> у 16-річному віці.
6. Майкл Генрі Герберт (Почесний сер Майкл Герберт, KCMG, CB, PC) (1857—1904), на честь якого названо місто Герберт у провінції Саскачеван у Канаді) — дипломат, який завершив свою кар'єру на посаді посла Великої Британії у США у Вашингтоні, округ Колумбія, після лорда Джуліана Паунсфоте. У 1888 році одружився з Лелією «Белль», донькою Річарда Торнтона Вілсона, нью-йоркського банкіра та бавовняного брокера сера Сідні Герберта, 1-го баронета.
7. Леді Констанс Гвладіс (1859—1917), яка 1878 року одружилася з Сентом-Джорджом Генрі Лоутером, 4-им графом Лонсдейлом (у першому шлюбі народилася донька). У 1885 році одруждилася з Фредеріком Олівером Робінсоном, графом де Грей, пізніше 2-й і останній маркіз Ріпон (бездітний шлюб).

## Смерть та вшанування пам'яті

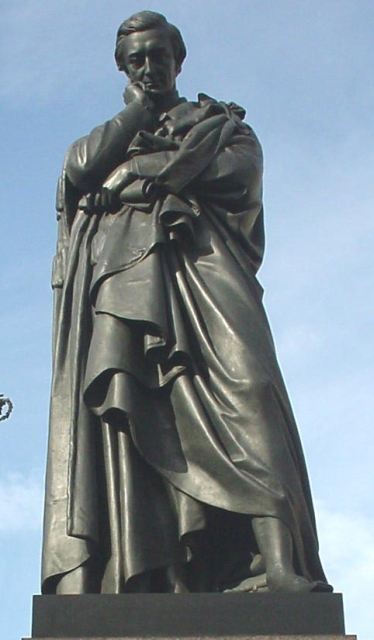
Статуя лорда Герберта з Лі на Ватерлоо-Плейс у Лондоні

Герберт помер на 51-му році життя від хвороби Брайта, незабаром після того, як залишив державну посаду, 2 серпня 1861 року. Похований на церковному цвинтарі у Вілтоні, перебудованому його батьком у неороманському стилі, з мармуровою монументальною статуєю всередині церкви поруч із Єлизаветою, його дружиною (яка, однак, була похована в місіонерському коледжі Святого Йосипа, Мілл-Гілл, де вона була помітною меценаткою).
Його статуя Фолі була встановлена перед Військовим відомством у Пелл-Мелі у Лондоні, а згодом, після знесення цієї будівлі, була встановлена поряд із статуєю Флоренс Найтінгейл Артура Джорджа Вокера на Ватерлоо-Плейс, поруч із Меморіалом Кримської війни.
Ще одна статуя на честь Сідні Герберта була встановлена в парку Вікторія, Солсбері, графство Вілтшир.  Є також меморіал йому на острові Інчкайт у Ферт-оф-Форт, який вшановує його підтримку розвитку острова.
Залив Герберта в Антарктиці та Пембрук в Онтаріо в Канаді, названі на честь Сідні Герберта. У Новій Зеландії головний геодезист Кентерберійської асоціації Джозеф Томас у 1849 році назвав найвищу вершину півострова Бенкс — горою Герберт. У 1863 році геодезичне бюро Отаго перейменувало місто Ванака на Пембрук.